# Metallkärpfling
Der Metallkärpfling (Girardinus metallicus) ist eine Wildform der Lebendgebärenden Zahnkarpfen und gehört der Gattung Girardinus an.

## Beschreibung
Der Fisch zeigt auf der gräulichbeigen bis silbrigen Grundfärbung metallisch glänzende Querbinden, die beim Männchen wesentlich intensiver gefärbt sind. Diese sind je nach Stimmung mehr oder weniger dunkel gefärbt. Die Männchen besitzen ein verhältnismäßig langes Gonopodium, das schwarz gefärbt ist. Die Weibchen sehen dem weiblichen Guppy sehr ähnlich. Im unteren Teil der Rückenflosse (Dorsale) befindet sich bei beiden Geschlechtern ein dunkler Fleck.
Die Weibchen werden mit bis zu 9 cm relativ groß, während die Männchen mit 5 cm verhältnismäßig klein bleiben.

## Vorkommen
Der Metallkärpfling stammt endemisch aus Kuba. Die Fundorte sind langsam fließende und stehende Gewässer.

## Haltung

### Aquariengröße
Für diesen friedlichen, aber lebhaften Fisch sind Aquarien mit ca. 80 Litern Inhalt und einer Länge von 70 cm als untere Grenze anzusehen.

### Wasser
Die Wassertemperatur zur Haltung des Metallkärpflings sollte um 25 °C liegen. Das Wasser mit einem pH-Wert von 6,5 bis 7,5 kann einen Härtegrad von 10 bis 25 °dGH aufweisen, sollte klar sein und leicht strömen.

### Bepflanzung
Die Bepflanzung des Aquariums sollte dicht sein und auch Schwimmpflanzen enthalten. Geeignete Schwimmpflanzen sind Raues Hornblatt (Ceratophyllum demersum), Flutendes Teichlebermoss (Riccia fluitans), Wassersalat (Pistia stratiotes) und Hornfarnarten (Ceratopteris).

### Ernährung
Der Metallkärpfling kann mit Flockenfutter, Algen und jedem feinen Lebendfutter ernährt werden.

### Zucht
Die Zucht dieser Art ist relativ unkompliziert. Die durchschnittliche Tragzeit beträgt 25 Tage. Alle 28–30 Tage kann ein großes Weibchen bis zu 100 Jungfische absetzen, die 6–7 mm groß sind. Die Jungtiere haben zunächst bläuliche Augen und wachsen schnell. Ein Ablaichkasten oder eine dichte Bepflanzung (Schwimmpflanzendecke) ist empfehlenswert, da die erwachsenen Tiere den Jungfischen nachstellen.

### Geschichte
Die Ersteinfuhr des Metallkärpflings erfolgte 1906 durch Schroot. In der Folgezeit verschwand er wieder aus den Aquarien. Kubanische Aussteller überließen dem Zoologischen Garten während der Leipziger Messe 1965 einige Metallkärpflinge. 1984 gelang es Stallknecht durch Auslese, die schwarzbäuchige Form herauszuzüchten.